# 저스티스 (프로게이머)
저스티스(본명: 윤석준, 1998년 1월 4일 ~ )는 대한민국의 전직 리그 오브 레전드 프로게이머로 선수 시절 포지션은 미드라이너였다. 아이디는 Justice를 사용했다.

## 선수 시절
2015년 3월, 아마추어 팀인 드림 소속으로 스프링 시즌 챌린저스 2차 토너먼트에 참가했다.
2017시즌을 앞두고 롱주 게이밍에 입단했다. 하지만 스프링 시즌에는 로스터에 포함되지 못했다. 서머 시즌을 앞두고 롱주의 로스터에 포함이 되었다. 비디디의 서브 선수로 활동했지만 출전을 기록하지는 못했다.
2018시즌을 앞두고 진에어 그린윙스에 입단했다. 진에어에서는 초반 출전을 기록했지만 점차 야하롱과 주전 경쟁을 하게 되었으며 서브 선수로 밀리게 되었다.
2019년 2월, 샌드박스 게이밍에 입단했다.
2019년 10월 25일, 현역 은퇴를 선언했다.

## 소속팀
| # | 팀명            | 소속 기간             | 소속 리그 | 비고 |
| - | --------------- | --------------------- | --------- | ---- |
| 1 | 드림            | 2015.03~2015          | CK        |      |
| 2 | 롱주 게이밍     | 2016.11.01~2017.11.22 | LCK       |      |
| 3 | 진에어 그린윙스 | 2017.11.25~2018.11.20 | LCK       |      |
| 4 | 샌드박스 게이밍 | 2019.02.18~2019.10.25 | LCK       |      |

## 주요 성적
- 리그 오브 레전드 챔피언스 코리아 서머 2017 우승